# Un uomo oggi
Un uomo oggi (WUSA) è un film del 1970 diretto da Stuart Rosenberg.